# Elefanten Press Verlag

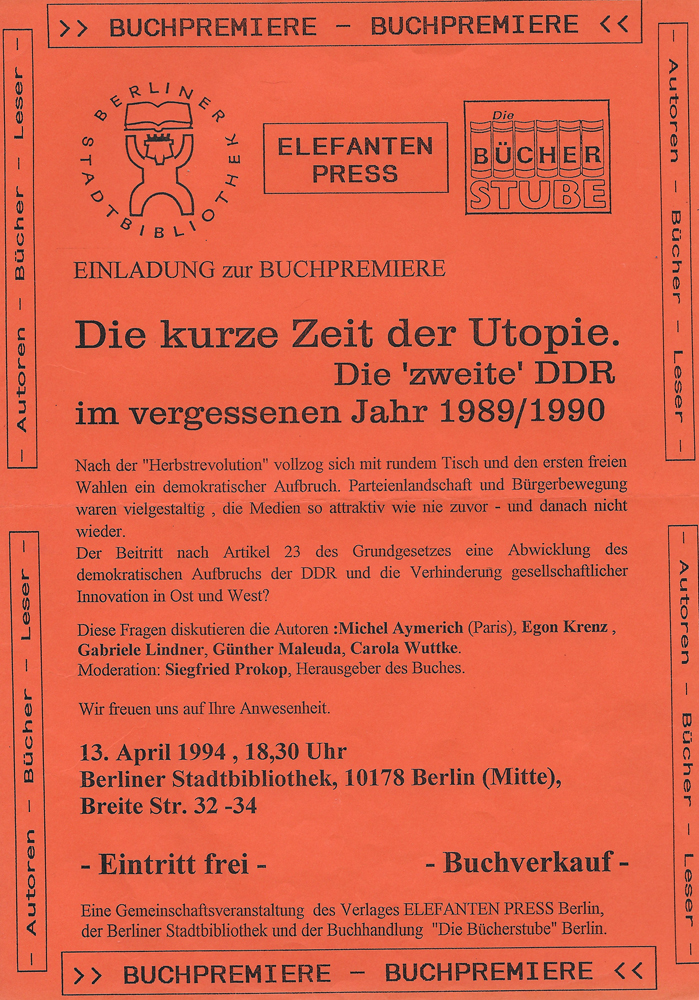
Plakat zur Buchvorstellung von Die kurze Zeit der Utopie

Elefanten Press war ein bedeutender linksalternativer Verlag in Berlin-Kreuzberg und Berlin-Plänterwald von 1978 bis 2000. Nachfolger ist der ESPRESSO Verlag, der weiterhin Neuauflagen verlegt.

## Geschichte

### Elefanten Press Galerie
1971/72 gründeten Studenten des Fachbereichs Kulturwissenschaft der TU Berlin, darunter Tom Fecht und Wieland Giebel, die Elefanten Press Galerie in Berlin-Kreuzberg. Diese organisierte linksalternative Kunstausstellungen und gab auch einzelne Foto- und Grafikbände heraus. Bald danach wurde weitere kritische linke Literatur herausgegeben.

### Elefanten Press
1978 wurde formal der Verlag Elefanten Press (ohne den Zusatz Galerie) gegründet. Eigentümerin wurde die neue Mediengruppe Schmidt & Partner, mit Maruta Schmidt und dem Geschäftsführer Erik Weihönig, sowie Tom Fecht, Patric Feest, Wieland Giebel (und möglicherweise Norbert Gravius). Elefanten Press gehörte zu den bedeutendsten linksalternativen Verlagen in West-Berlin und in der Bundesrepublik, neben dem Verlag Klaus Wagenbach, dem Rotbuch Verlag und dem Merve Verlag.
1991 zog er in das neu erworbene MSP-Verlagshaus Am Treptower Park, und verlor damit seine Charakteristik als besonderer Kreuzberger Verlag.

### Espresso-Verlag
1999 wurde der Verlagsname unter Maruta Schmidt an Bertelsmann verkauft, der damit die Kinder- und Jugendbuchsparte bis etwa 2005 weiterführte.
2000 wurde stattdessen der Espresso-Verlag gegründet, der die sonstigen Verlagsgeschäfte von Elefanten Press fortsetzt. Seit 2002 verlegt er nur noch Neuauflagen vorheriger Publikationen. Eigentümerin war 2023 weiterhin Maruta Schmidt.
Einige Reprints von Elefanten Press wurden auch bei Zweitausendeins aufgelegt.
Einige Verlagskataloge und Prospekte von Elefanten Press befinden sich in der Deutschen Nationalbibliothek in Leipzig. Ansonsten sind zur Verlagsgeschichte bisher keine Veröffentlichungen feststellbar.

### Adressen
- Dresdner Straße 10, Kreuzberg, 1972–[4]
- Zossener Straße 32, Kreuzberg, mindestens 1977–1987[5][6][7][8]
- Oranienstraße 25, Kreuzberg, 1988–1991[9][10]
- Am Treptower Park 28–30, Plänterwald, 1991, Espresso Verlag
- Naumburger Straße 4, Charlottenburg, 2003[11]
- Engeldamm 18, Kreuzberg, um 2004–mindestens 2023[12]

## Verlagsprogramm
Bei Elefanten Press erschien ein breites Programm von Publikationen.
Anfangs gab es vor allem Kunstbände (teilweise zu Ausstellungen), später viel kritische Literatur zur Zeitgeschichte, Sachbücher über linke Kultur und Kunst, Belletristik, Krimis, Comics (Karicartoon-Kalender) und mehr.
1973–1980
Zu den ersten Publikationen der Elefanten Press Galerie gehörten
- Kunst und Betrieb. Gruppe „plakat“ Stuttgart, von Ernst Volland, Thomas Fecht, Peter Grohmann, 1973
- Rainer Hachfeld (Hrsg.); Politische Karikatur in der BRD und Westberlin, mit Walter Kurowski, Arno Ploog, Chlodwig Poth, Stefan Siegert, Ernst Volland, Guido Zingerl, 1974
- Rainer E. Klemke (Hrsg.):  Kunst Hochschule Faschismus. Dokumentation der Vorlesungsreihe an der HdK Berlin im 50 Jahr der Machtübertragung an die Nationalsozialisten. Mit zahlreichen Abbildungen, 1974
- A. Paul Weber, Arnold Köster, Werner Schartel (Hrsg.): Kritischer Kalender , 1974
- Jürgen Holtfreter: Politische Fotomontage. Mit einem Essay „Was hat das Proletariat mit der Fotografie, die Fotografie mit der Montage und die Montage mit dem Proletariat zu tun?“ Von Eckhard Siepmann, 1975
- Natascha Ungeheuer. Werkverzeichnis, Redaktion Thomas Fecht, 1975

Editionsreihen und Zeitschriften
- Ästhetik & Kommunikation (anfangs mit dem Untertitel „Beiträge zur politischen Erziehung“), seit 1970, später bei Rowohlt, Scriptor, mindestens 86 Hefte
- Projekt Lehrlingsrolle, um 1975
  - 1 Amelie Glienke, Hanns Martin Schleyer: Die Berufsbildungsreform
  - 3 Chlodwig Poth: Früh krümmt sich, was ein Arbeitnehmer werden will
  - 4 Klaus Stuttmann: Hallo, Sozialpartner!
  - 5 Guido Zingerl [= Heinrich Scholz]: Jugendarbeitsschutz. Halte deinen Kopf nicht hin. Überstunden sind nicht drin!
  - 8 Friedrich Karl Waechter: Der Generationskonflikt oder Wie wär 's, wenn wir ihn abschaffen
  - 9 Ernst Volland: [Ohne Titel. Werkzeug]
  - 11 Günter Wallraff: Kleine Satire. Wirklichkeit 2 Bilder von Arno Ploog
- EP, 1976–1995, mindestens 562 Publikationen, meist Kunstbände[13]

- Antifa-Edition, hrsg. v. Jens Mecklenburg, zu Antifaschismus, Antirassismus